# Guillermo I de Entenza
Guillermo de Montpellier Entenza (siglo XIII) fue un noble aragonés hijo de Bernardo Guillermo de Montpelier y Jusiana de Entenza, hermano de Bernardo Guillermo de Entenza.
Ramón Berenguer IV recibía desde 1148 las generosas rentas reales de las villas del Cinca, el Segre y la Ribera del Ebro. En 1213, su sobrino, el rey Jaime I de Aragón, entregó a Guillermo de Montpellier Entenza el señorío de Fraga, que este cedió en 1215 a su hermano, Bernardo Guillermo de Entenza, junto a la posesión de otros castillos.
Participó en la conquista de Valencia con su padre, que murió en la batalla del Puig. En 1244 aparece entre los nobles aragoneses en el sitio de Biar.

## Matrimonio y descendencia
Su sobrino, Jaime I de Aragón, acordó que se casase con Alamanda II de Entenza, nieta de Alamanda de Subirats, con quien tuvo dos hijos:
- Berenguer I de Entenza, (1261-1291) casado con Galbors.
- Guillermo Bernardo de Entenza.